# (36984) 2000 SM348
2000 SM348 (asteroide 36984) é um asteroide da cintura principal. Possui uma excentricidade de 0.04480830 e uma inclinação de 15.64074º.
Este asteroide foi descoberto no dia 20 de setembro de 2000 por LINEAR em Socorro.